# سفيان الشورابي
سفيان الشورابي هو صحفي ومدون تونسي من مواليد 24 جوان 1982 بمدينة سليمان بتونس.
تلقى دراساته العليا بكلية العلوم القانونية والسياسية بتونس قبل أن ينخرط في العمل السياسي من خلال انضمامه لحركة التجديد التي استقال منها في شهر جانفي 2011.
قام بتغطية صحفية متميزة لأحداث الثورة التونسية التي أدت إلى فرار الرئيس السابق زين العابدين بن علي إلى المملكة العربية السعودية.
أسس جمعية الوعي السياسي للتثقيف الشبابي. تم اختياره ليكون عضوا ضمن الهيئة العليا لتحقيق أهداف الثورة والإصلاح السياسي والانتقال الديمقراطي.
تم اختطافه في ليبيا من قبل تنظيم داعش مع المصور نذير القطاري.

## وصلات خارجية
- تقرير عن سفيان الشورابي في موقع تونيزيا لايف